# Белегост
Белегост је у измишљеном свету Средња земља Џ. Р. Р. Толкина један од два града патуљака у планинама Еред Луин. Патуљци га зову Габилгатхол што значи Велика Тврђава, а вилењаци га зову Белгост или Миклебруг. Једини познати краљ Белегоста је Азагал кога је убио змај Глаурунг у бици Небројаних Суза.